# Spongionella foliascens
Spongionella foliascens är en svampdjursart som beskrevs av Kelly-Borges, Pomponi och Jean Vacelet 1993. Spongionella foliascens ingår i släktet Spongionella och familjen Dictyodendrillidae. Inga underarter finns listade i Catalogue of Life.